# Krásné (Tři Sekery)
Krásné (németül Schönthal) Tři Sekery településrésze Csehországban a Karlovy Vary-i kerület Chebi járásában. A központi községétől 1 km-re északra fekszik. A 2001-es népszámlálási adatok szerint 113 lakóháza és 189 lakosa van. A településrészhez tartoznak Velké Krásné (Großschönthal), Malé Krásné (Kleinschönthal) és Nový Metternich (Neu Metternich) települések is.